# Mèxic als Jocs Paralímpics de Pequín 2008
Mèxic va ser representat en els Jocs Paralímpics de Pequín 2008 per un total de 68 esportistes (38 homes i 30 dones), una delegació més petita que en els jocs d'Atenes. El banderer durant la cerimònia d'obertura va ser l'atleta Saúl Mendoza, el qual va rebre el làbar patri de mans del President de Mèxic el 22 d'agost de 2008.

## Medallistes
| Medalla | Nom                     | Esport       | Esdeveniment                        | Data           |
| ------- | ----------------------- | ------------ | ----------------------------------- | -------------- |
|         | Nely Miranda            | Natació      | Estil lliure 100 m - S4             | 7 de setembre  |
|         | Juan Reyes              | Natació      | Esquena 50 m - S4                   | 8 de setembre  |
|         | Eduardo Àvila           | Judo         | Homes -73 kg                        | 8 de setembre  |
| 1       | Amalia Pérez            | Halterofília | Dones -52                           | 10 de setembre |
| 1       | Pedro Rangel            | Natació      | Homes Braça 100 m SB5               | 11 de setembre |
| 1       | Patricia Valle          | Natació      | Dones estil lliure 50 m - S3        | 12 de setembre |
| 1       | Perla Bustamante        | Atletisme    | Dones 100 m - T42                   | 12 de setembre |
| 1       | Nely Miranda            | Natació      | Estil lliure 50 m - S4              | 15 de setembre |
| 1       | Mauro Màxim             | Atletisme    | Bela F53/54                         | 16 de setembre |
| 1       | Mario Santillán         | Atletisme    | Marató - T46                        | 17 de setembre |
| 2       | Ángeles Ortíz           | Atletisme    | Dones Bela F57/58                   | 9 de setembre  |
| 2       | Lenia Ruvalcaba         | Judo         | Dones -70 kg                        | 9 de setembre  |
| 2       | Doramitzi González      | Natació      | Dones estil lliure 50 m             | 15 de setembre |
| 3       | Doramitzi González      | Natació      | Dones estil lliure 100 m            | 8 de setembre  |
| 3       | Laura Cerero            | Halterofília | Dones -40                           | 9 de setembre  |
|         | Jeny Velazco            | Atletisme    | Dones Llançament de javelina F57/58 | 10 de setembre |
|         | Félix Zepeda            | Atletisme    | Homes Llançament de javelina F53/54 | 11 de setembre |
| 3       | Mario Santillán         | Atletisme    | Homes 5000 m - T46                  | 12 de setembre |
|         | Patricia Valle          | Natació      | Dones 150 m Individual SM4          | 13 de setembre |
|         | Patrícia Perla Barcenas | Halterofília | Dones -82.50 kg                     | 13 de setembre |

| Medalles per data | Medalles per data | Medalles per data | Medalles per data | Medalles per data | Medalles per data | Medalles per data |
| ----------------- | ----------------- | ----------------- | ----------------- | ----------------- | ----------------- | ----------------- |
| Dia               | Data              |                   |                   |                   | Total             |                   |
| Dia 1             | 7                 | 1                 | 0                 | 0                 | 1                 |                   |
| Dia 2             | 8                 | 2                 | 0                 | 1                 | 3                 |                   |
| Dia 3             | 9                 | 0                 | 2                 | 1                 | 3                 |                   |
| Dia 4             | 10                | 1                 | 0                 | 0                 | 1                 |                   |
| Dia 5             | 11                | 0                 | 0                 | 1                 | 1                 |                   |
| Dia 6             | 12                | 1                 | 0                 | 1                 | 2                 |                   |
| Dia 7             | 13                | 2                 | 0                 | 1                 | 3                 |                   |
| Dia 8             | 14                | 0                 | 0                 | 2                 | 2                 |                   |
| Dia 9             | 15                | 1                 | 1                 | 0                 | 2                 |                   |
| Dia 10            | 16                | 1                 | 0                 | 0                 | 1                 |                   |
| Dia 11            | 17                | 1                 | 0                 | 0                 | 1                 |                   |
| Total             | Total             | 10                | 3                 | 7                 | 20                |                   |

## Relació d'esportistes
Ciclisme
Homes
| Atleta        | Esdeveniment | Temps                  | Rànquing |
| ------------- | ------------ | ---------------------- | -------- |
| Edgar Navarro | Ciclisme     | 46:16' 11 (+16:18' 34) | 7è       |

### Halterofília
Dones
| Atleta         | Esdeveniment | 1     | 2    | 3   | 4   | Final | Posició |
| -------------- | ------------ | ----- | ---- | --- | --- | ----- | ------- |
| Laura Cerero   | -40 kg       | 90    | 92.5 | 95  | -   | 92.5  |         |
| Amalia Pérez   | -52 kg       | 122.5 | 125  | 128 | 131 | 127.5 |         |
| Catalina Díaz  | -75 kg       | 115   | 125  | 125 | -   | 115   | 4       |
| Perla Barcenas | -82 kg       | 110   | 120  | 130 | -   | 130   |         |

Homes
| Atleta             | Esdeveniment | 1     | 2     | 3     | 4 | Final | Posició |
| ------------------ | ------------ | ----- | ----- | ----- | - | ----- | ------- |
| Porfirio Arredondo | -75 kg       | 197.5 | 207.5 | 207.5 | - | 197.5 | 5       |
| Jesús Castillo     | -90 kg       | 200   | 200   | 215   | - | 200   | 4       |

### Judo
Homes
| Atleta        | Esdeveniment | Quarts de final            | Semifinal               | Final                |
| Atleta        | Esdeveniment | Contrincant resultat       | Contrincant resultat    | Contrincant resultat |
| ------------- | ------------ | -------------------------- | ----------------------- | -------------------- |
| Eduardo Àvila | 100 kg       | Jorge Hierrezuelo0020/0000 | Fabian Ramírez1100/0000 | Zhilin Xu1000/0000 1 |

Dones
| Atleta          | Esdeveniment | Quarts de final            | Semifinal                     | Final                               |
| Atleta          | Esdeveniment | Contrincant Resultat       | Contrincant Resultat          | Contrincant Resultat                |
| --------------- | ------------ | -------------------------- | ----------------------------- | ----------------------------------- |
| Lenia Rubalcaba | -70 kg       | Nicolina Pernheim0200/0000 | Tatiana Savostyanova0110/0101 | María del Carmen Herrera0000/1021 2 |

### Tennis taula
Dones
| Atleta         | Esdeveniment | Contrincant       | Joc 1    | Joc 2    | Joc 3    | Joc 4    | Joc 5    |
| Atleta         | Esdeveniment | Contrincant       | Resultat | Resultat | Resultat | Resultat | Resultat |
| -------------- | ------------ | ----------------- | -------- | -------- | -------- | -------- | -------- |
| Teresa Arenals | Singles      | Monika Sikora0-3  | 8-11     | 4-11     | 8-11     | ---      | ---      |
| María Parets   | Singles      | Mei-Hui Wei0-3    | 6-11     | 8-11     | 9-11     | ---      | ---      |
| Teresa Arenals | Singles      | Patrizia Sacca1-3 | 11-7     | 9-11     | 8-11     | 9-11     | ---      |